# Billardia hyalina
Billardia hyalina är en nässeldjursart som beskrevs av Vervoort och Watson 2003. Billardia hyalina ingår i släktet Billardia och familjen Lafoeidae. Inga underarter finns listade i Catalogue of Life.